# Malinae
Cet article concerne la sous-tribu de plantes des Pyrinae Dumort., 1827. Pour la sous-famille de crustacés des Pyrinae Dana, 1851, voir Pisinae.
Sous-tribu
Classification TaxRef (INPN)
Sous-tribu
Les Malinae, syn. Pyrinae, sont une sous-tribu de plantes à fleurs de la famille des Rosaceae, de la sous-famille des Amygdaloideae et de la tribu des Maleae.

## Taxinomie
Le nom Malinae a été validement publié en 2012 par le botaniste américain James Lauritz Reveal. Le genre type est Malus. Ce nom Malinae est légitimement publié et a priorité sur les noms antérieurs de la sous-tribu car il inclut le type d'un nom de famille conservé, Malaceae Small (Article 19.5 du CINB).
Malinae Reveal, 2012 a pour synonymes :
- Maloideae C.Weber, 1964
- Pyrinae Dumort., 1827

## Liste des genres
Selon GRIN (7 avril 2024) :
- Amelanchier Medik.
- ×Amelasorbus Rehder
- Aria (Pers.) Host
- Ariosorbus Koidz.  - synonyme de Sorbus L.
- Aronia Medik.
- ×Borkhausenia Sennikov & Kurtto - synonyme de ×Tormariosorbus Mezhenskyj
- Chaenomeles Lindl.
- ×Chamaearia Mezhenskyj
- Chamaemeles Lindl.
- Chamaemespilus Medik.
- ×Chamariosorbus Mezhenskyj
- Choenomeles Lindl., orth. var. - synonyme de Chaenomeles Lindl.
- Cormus Spach
- Cotoneaster Medik.
- +Crataegomespilus Simon-Louis ex Bellair
- ×Crataegosorbus Pojark.
- Crataegus L.
- ×Crataemespilus E. G. Camus
- ×Cydolus Rudenko
- ×Cydomalus De Paoli et al.  - synonyme de ×Cydolus Rudenko
- Cydonia Mill.
- Dichotomanthes Kurz
- Docynia Decne.
- Docyniopsis (C. K. Schneid.) Koidz.  - synonyme de Malus Mill.
- Eriobotrya Lindl.
- Eriolobus (DC.) M. Roem.  - synonyme de Malus Mill.
- Hahnia Medik.  - synonyme de Torminalis Medik.
- ×Hedlundia Sennikov & Kurtto
- Hesperomeles Lindl.
- Heteromeles M. Roem.
- ×Karpatiosorbus Sennikov & Kurtto  - synonyme de ×Tormaria Mezhenskyj
- Lazarolus Medik.  - synonyme de ×Sorbopyrus C. K. Schneid.
- ×Majovskya Sennikov & Kurtto  - synonyme de ×Chamaearia Mezhenskyj
- Malacomeles (Decne.) Decne.
- ×Malosorbus Browicz
- Malus Mill.
- Mespilus L.
- Micromeles Decne.
- Nagelia Lindl.  - synonyme de Malacomeles (Decne.) Decne.
- ×Normeyera Sennikov & Kurtto  - synonyme de ×Chamariosorbus Mezhenskyj
- Osteomeles Lindl.
- Peraphyllum Nutt.
- Phippsiomeles B. B. Liu & J. Wen
- Photinia Lindl.
- Pleiosorbus Li H. Zhou & C. Y. Wu  - synonyme de Sorbus L.
- Pourthiaea Decne.
- Pseudocydonia (C. K. Schneid.) C. K. Schneid.
- Pyracantha M. Roem.
- ×Pyracomeles Rehder ex Guillaumin
- ×Pyralus Mezhenskyj
- +Pyrocydonia H. K. A. Winkl. ex L. L. Daniel
- ×Pyromeles Mezhenskyj
- ×Pyronia H. J. Veitch ex Trab.
- Pyrus L.
- Raphiolepis Lindl., orth. var.  - synonyme de Rhaphiolepis Lindl.
- Rhaphiolepis Lindl.
- ×Scandosorbus Sennikov  - synonyme de ×Tormariosorbus Mezhenskyj
- ×Sorbaronia C. K. Schneid.
- ×Sorbocotoneaster Pojark.
- ×Sorbomespilus ined.
- ×Sorbopyrus C. K. Schneid.
- Sorbus L.
- Sportella Hance  - synonyme de Pyracantha M. Roem.
- Stranvaesia Lindl.
- ×Tormaria Mezhenskyj
- ×Tormariosorbus Mezhenskyj
- Torminalis Medik.